# Cmentarz ewangelicki w Gościnowie
Cmentarz ewangelicki – dawny cmentarz ewangelicki zlokalizowany w centrum Gościnowa (gmina Skwierzyna).
Cmentarz o powierzchni 0,48 ha z nagrobkami pochodzącymi z 1880 roku, został założony w połowie XIX wieku i działał do końca II wojny światowej. Po wojnie zdewastowany. Odtworzony w postaci lapidarium w początkach XXI wieku w ramach akcji Ocalić od zapomnienia.
Na cmentarzu stał kościółek wybudowany w 1802 roku, rozebrany w 1956 roku.